# Nola javanica
Nola javanica är en fjärilsart som beskrevs av Van Eecke 1920. Nola javanica ingår i släktet Nola och familjen trågspinnare. Inga underarter finns listade i Catalogue of Life.